# افرایم (یوتا)
افرایم (به انگلیسی: Ephraim) شهری در ایالت یوتا کشور ایالات متحده آمریکا است که جمعیت آن در سرشماری سال ۲۰۱۰ میلادی، ۶٬۱۳۵ نفر بوده‌است.